# Conservatoire européen d'écriture audiovisuelle
Pour les articles homonymes, voir CEEA.
Le Conservatoire européen d'écriture audiovisuelle (CEEA) est un établissement d'enseignement supérieur privé associatif créé en 1996 et reconnu par le Ministère de la Culture depuis 2001, qui a pour mission de permettre la formation de scénaristes professionnels, pour le cinéma, la télévision et l'animation. L'école est soutenue financièrement par le Centre national du cinéma et de l’image animée (CNC). Elle est l'une des deux écoles avec La Fémis à délivrer un diplôme de scénariste certifié par l'État, l'École de la Cité ayant été dissoute en 2023.
Actuellement dirigée par le scénariste Patrick Vanetti, elle a été fondée en 1996 par Alban Sauvanet, Philippe Alessandri et Baudouin Taslé d'Héliand. L'école est située à l'Hôtel de Massa, à Paris.

## Histoire
En 2001, le Ministère de la Culture et de la Communication a reconnu au CEEA la capacité de dispenser l’enseignement du cinéma et de l’expression audiovisuelle.
En 2007, la formation du CEEA est enregistrée par le Ministère de l’Économie, des Finances et de l’Emploi au Répertoire national des certifications professionnelles, pour le titre de scénariste. Le titre professionnel de scénariste délivré au terme des deux années de formation est de niveau Master 2.

## Formations
Le CEEA est un établissement qui forme des auteurs capables de concevoir et de développer avec la même exigence tous formats de programmes (courts-métrages, films et séries), à travers deux types de formations.
Le cursus de formation longue et qualifiante se déroule sur deux ans et est accessible uniquement sur concours. Chaque promotion comprend une douzaine d’élèves. Le CEEA a également pour vocation de faciliter l’insertion professionnelle de ses élèves en développant des contacts réguliers avec tous les partenaires concernés par le scénario.
Cette formation longue délivre un titre de « Scénariste » de niveau 7 (master) reconnu par l’État, enregistré au RNCP et validant l’ensemble des savoirs et savoir-faire du métier d’écrivain de fictions audiovisuelles. Avec La Fémis et l'École de la Cité, elle est l'une des trois  écoles en France à délivrer un titre de « Scénariste » reconnu par l'État.
Le CEEA propose également des stages de formation professionnelle continue, validés par l'Afdas, destinés à répondre aux demandes d’outils et de méthodologies pour l’écriture de scénarios pour la télévision et le cinéma.

## Organisation

### Conseil d'administration du CEEA
Le conseil d’administration est présidé par Anne Durupty et composé d’un représentant de chaque organisme partenaire du CEEA :
- Stéphane Éveillard, pour TF1 ;
- François Hitter pour France 2 et vice-président de l'école ;
- Anne Holmes pour France Télévisions ;
- Olivier Wotling pour Arte France ;
- Fabrice de la Patellière pour Canal+ ;
- François Daniel-Lamazière pour M6 ;
- Julien Neutres pour le CNC ;
- Séverine Jacquet pour la SACD ;
- Idzard van der Puyl pour la PROCIREP ;
- Clément Trotignon pour la Guilde Française des Scénaristes et vice-président de l'école ;
- Catherine Lebailly pour l'USPA et AnimFrance et secrétaire de l'école ;
- Philippe Alessandri pour Equipage et trésorier de l'école ;
- Jimmy Desmarais pour Netflix.

## Partenariats
Associé aux professionnels de la fiction française, le CEEA met en place des partenariats pédagogiques destinés à renouveler son enseignement et à établir avec ses élèves et ses stagiaires scénaristes des collaborations artistiques durables. Le CEEA est financé et soutenu par des professionnels de l’audiovisuel :
- Le Centre national du cinéma et de l'image animée (CNC) ;
- TF1, France 2, France 3, Canal +, Arte France, M6 et Netflix;
- La Société des auteurs et compositeurs dramatiques (SACD) ;
- La Société des producteurs de cinéma et de télévision (Procirep) ;
- L’Union syndicale de la production audiovisuelle (USPA) ;
- Le Syndicat des producteurs de films d'animation (SPFA) ;
- La Guilde française des scénaristes.